# Pevnost Trondenes

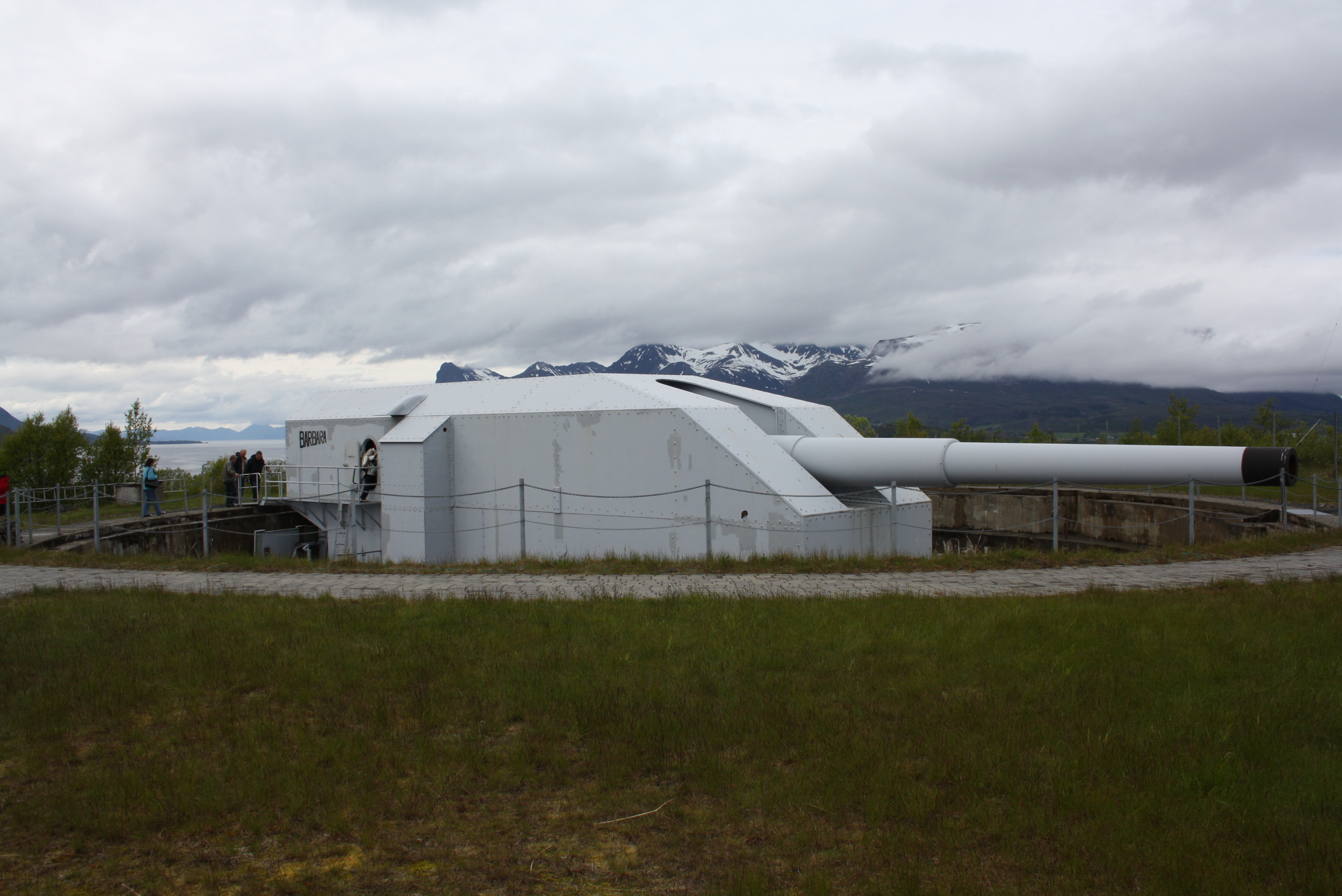
Dělová věž č. 1 s kanónem Barbara, Trondenes.

Pevnost Trondenes se nachází na poloostrově Trondenes ve Vågsfjord fjordu na severu města Harstad v Norsku .
Pevnost byla postavena Němci během druhé světové války v roce 1943 jako součást Atlantického valu. Byla vybavena čtyřmi největšími pozemními děly na světě - ráže 40,6 cm. Jedna z baterií, nesoucí název Theo, spolu se stejným typem baterie Dietl, měla u ústí fjordu Vestfjorden, sloužit jako ochrana před případným nepřátelským vstupem do přístavu Narvik, a tím zabezpečit německý dovoz železné rudy z Kiruna ve Švédsku .
Děla se nazývala Adolfova děla. Délka hlavně děla byla 20,3 metrů, standardní granát vážil 1030 kg s palebnou délkou 43 kilometrů, zatímco lehčí granát, vážící 600 kg, mohl dosáhnout cíle na vzdálenost 56 kilometrů. Hlaveň kanónu váží 158 864 kilogramů a má životnost 250–300 výstřelů.
Bylo vyrobeno celkem 11 kanónů ráže 40,6 cm. Hlavně děl byly původně určeny k použití na bitevních lodích, které byly mezitím postaveny. Hitler rozhodl, že pro dvě baterie v Norsku by mělo být použito 8 hlavní, zatímco poslední 3 by měly být součástí dělové baterie v Polsku (Battery Schleswig-Holstein). Při přepravě do Norska došlo ke ztrátě jedné z dělových hlavní. Proto Batterie Dietl na Engeløya v obci Steigen disponovala pouze třemi děly. Tři děla v Polsku byla později přesunuta k baterii na pobřeží Atlantiku ve Francii (Batterie Lindemann).
Tyto dvě baterie v Norsku nebyly nikdy využity. Po 2. světové válce sloužily k norské obraně a v roce 1964 byly zcela vyřazeny z provozu. Čtyři děla v Pevnosti Trondenes se stále nacházejí na místě, zatímco děla na Engeløya byla zničena. Jedno z děl v Trondenes s kanónem zvaným Barbara je využíváno jako muzejní exponát. Jelikož Pevnost stále funguje jako základna norského velitelství pobřežního komanda, je volný přístup k pozici děla zakázán, prohlídky s průvodcem si lze nicméně rezervovat prostřednictvím turistické kanceláře v Harstadu.
Na stavbě baterie Theo pracovali ruští váleční zajatci spolu s nuceně nasazenými dělníky z řady evropských zemí, včetně Čechoslováků. 